# Operacja Tumbler-Snapper

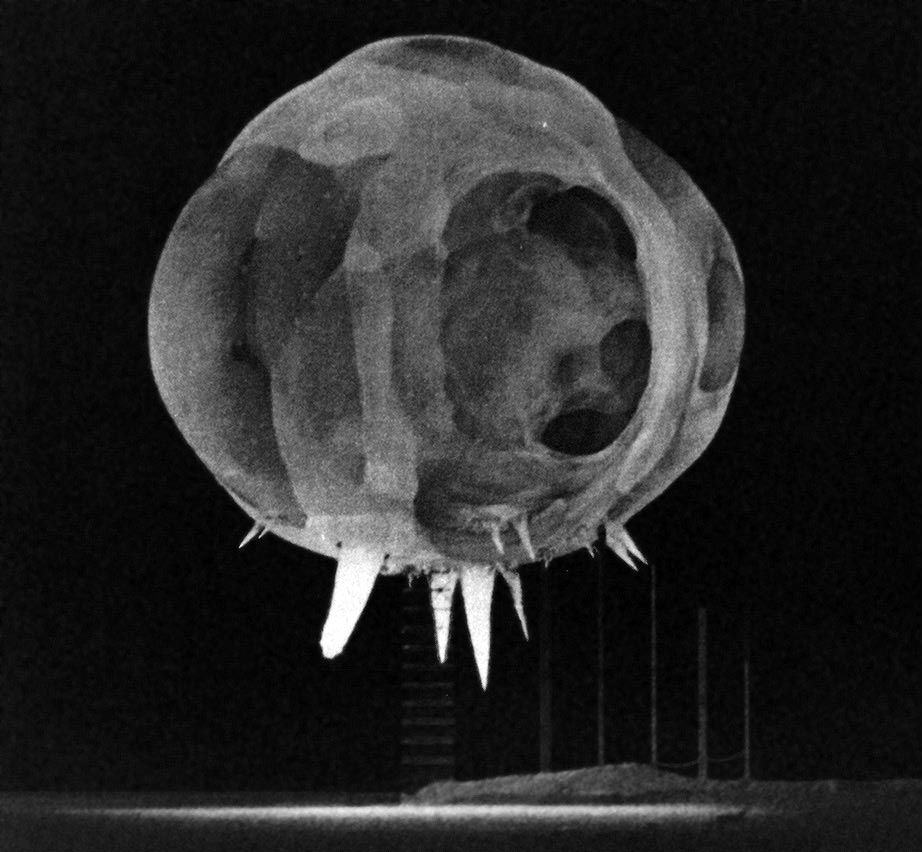
Zdjęcie aparatem Rapatronic wykonane milisekundę po jednej z detonacji w ramach operacji Tumbler-Snapper. Widoczna kula ognia ma ok. 20 metrów średnicy. Pod nią widać zarys wieży zrzutowej.

Operacja Tumbler-Snapper – seria amerykańskich badawczo-rozwojowych testów broni atomowej przeprowadzona wiosną 1952 roku na Poligonie Nevada. Jej poprzedniczką była operacja Buster-Jangle, a następczynią operacja Ivy.
Faza „Tumbler”, mająca na celu wyjaśnienie różnic między rzeczywistą a przewidywaną siłą fali uderzeniowej zaobserwowanych w trakcie poprzednich testów, oraz w celu precyzyjniejszego określenia optymalnej wysokości detonacji, składała się z trzech nadziemnych eksplozji jądrowych (ładunek zrzucany z powietrza). Faza „Snapper” składa się z eksplozji jednego ładunku zrzuconego z powietrza i 3 zrzucanych z wieży, w celu testowania nowych rozwiązań
W trakcie prób „Charlier”, „Dog” i „George” były przeprowadzane manewry wojskowe „Desert Rock IV”, z udziałem 7350 żołnierzy. Biorący udział obserwowali też eksplozję „Fox”.

## Lista prób jądrowych
| Nazwa próby | Data             | Obszar poligonu | Moc ładunku [kt] | Głowica / Bomba | Rodzaj próby       | Cel                   |
| ----------- | ---------------- | --------------- | ---------------- | --------------- | ------------------ | --------------------- |
| Able        | 1 kwietnia 1952  | Area 5          | 1                |                 | zrzut z powietrza  | obserwacja skutków    |
| Baker       | 15 kwietnia 1952 | Area 7          | 1                |                 | zrzut z powietrza  | obserwacja skutków    |
| Charlie     | 22 kwietnia 1952 | Area 7          | 31               |                 | zrzut z powietrza  | rozwój broni jądrowej |
| Dog         | 1 maja 1952      | Area 7          | 19               | TX-7            | zrzut z powietrza  | rozwój broni jądrowej |
| Easy        | 7 maja 1952      | Area 1          | 12               |                 | detonacja na wieży | rozwój broni jądrowej |
| Fox         | 25 maja 1952     | Area 4          | 11               | Mark 5          | detonacja na wieży | rozwój broni jądrowej |
| George      | 1 czerwca 1952   | Area 3          | 15               | Mark 5          | detonacja na wieży | rozwój broni jądrowej |
| How         | 5 czerwca 1952   | Area 2          | 14               |                 | detonacja na wieży | rozwój broni jądrowej |